# Gamasiphis fornicatus
Gamasiphis fornicatus är en spindeldjursart som beskrevs av Lee 1970. Gamasiphis fornicatus ingår i släktet Gamasiphis och familjen Ologamasidae. Inga underarter finns listade i Catalogue of Life.